# 小野塚喜平次

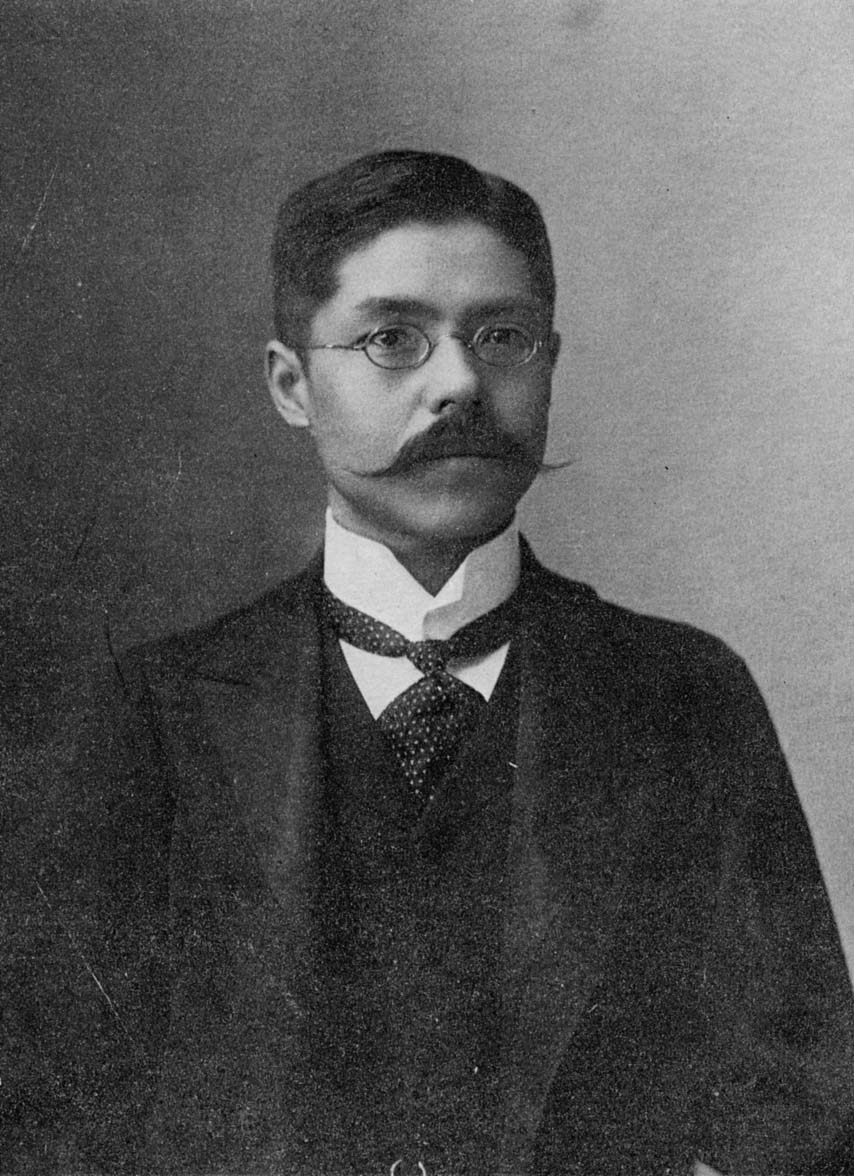
小野塚喜平次

小野塚 喜平次（おのづか きへいじ、1871年2月10日〈明治3年12月21日〉 - 1944年〈昭和19年〉11月27日）は、明治後期から昭和前期の政治学者。日本初の政治学者の一人とされる。東京帝国大学総長。

## 来歴・人物
1871年、柏崎県古志郡長岡城下上田町（現：新潟県長岡市上田町）に生まれる。級友の身代わりに校長排斥事件の責任をとって長岡中学校を中途退学後に上京し、共立学校から一高を経て、1895年（明治28年）東京帝国大学法科大学政治学科を卒業し大学院に進んだ。
1897年（明治30年）文部省から在外研究を命ぜられ、ヨーロッパに留学。1901年（明治34年）帰国後に日本初となる政治学講座の教授となる。彼が教授に就任した時、吉野作造がその講義を聴いて影響を受けた。1902年（明治35年）法学博士を取得。
また1903年（明治36年）当時の桂太郎総理大臣、小村壽太郎外相に対露強硬論の意見書を提出した東大七博士の一人としても知られる。
1917年（大正6年）帝国学士院会員。1918年（大正7年）法科大学長。1925年（大正14年）10月10日、貴族院議員（帝国学士院選出）に任じられ、無所属倶楽部に所属し1943年（昭和18年）10月20日まで在任。
1928年（昭和3年）東京帝国大学総長となり、1934年（昭和9年）に退職。
吉野作造、南原繁、河合栄治郎、蠟山政道、矢部貞治ら数多の人材を指導した。

## 著作
- 『政治学大綱』 上下巻、博文館、1903年12月。 NCID BN0559451X。全国書誌番号:40019885。
- 『欧洲現代立憲政況一班』博文館、1908年11月。全国書誌番号:40019554。
- 『現代欧洲之憲政』博文館、1913年5月。 NCID BN0898051X。全国書誌番号:43015012。
- 『欧洲現代政治及学説論集』博文館、1916年7月。 NCID BN05194362。全国書誌番号:43020152。
- 『国際聯盟協会聯合会議』小野塚喜平次、1920年。全国書誌番号:43032844。
- 『現代政治の諸研究』岩波書店、1926年11月。 NCID BN05608057。全国書誌番号:43052654 全国書誌番号:51008793。
- 『政治学』国文社出版部〈帝国大学講座 11〉、1928年8月。 NCID BA45926894。全国書誌番号:47025190。

## 記念論集
- 吉野作造 編『小野塚教授在職廿五年記念 政治学研究』 全2巻、岩波書店、1927年12月。 NCID BN05609934。全国書誌番号:47028989 全国書誌番号:51007396。

## 東大七博士
- 戸水寛人・富井政章・高橋作衛・金井延・寺尾亨・中村進午[注釈 2] - 小野塚以外の「東大七博士」（ただし中村のみ学習院教授）。